# プリンス・ウィリアム湾

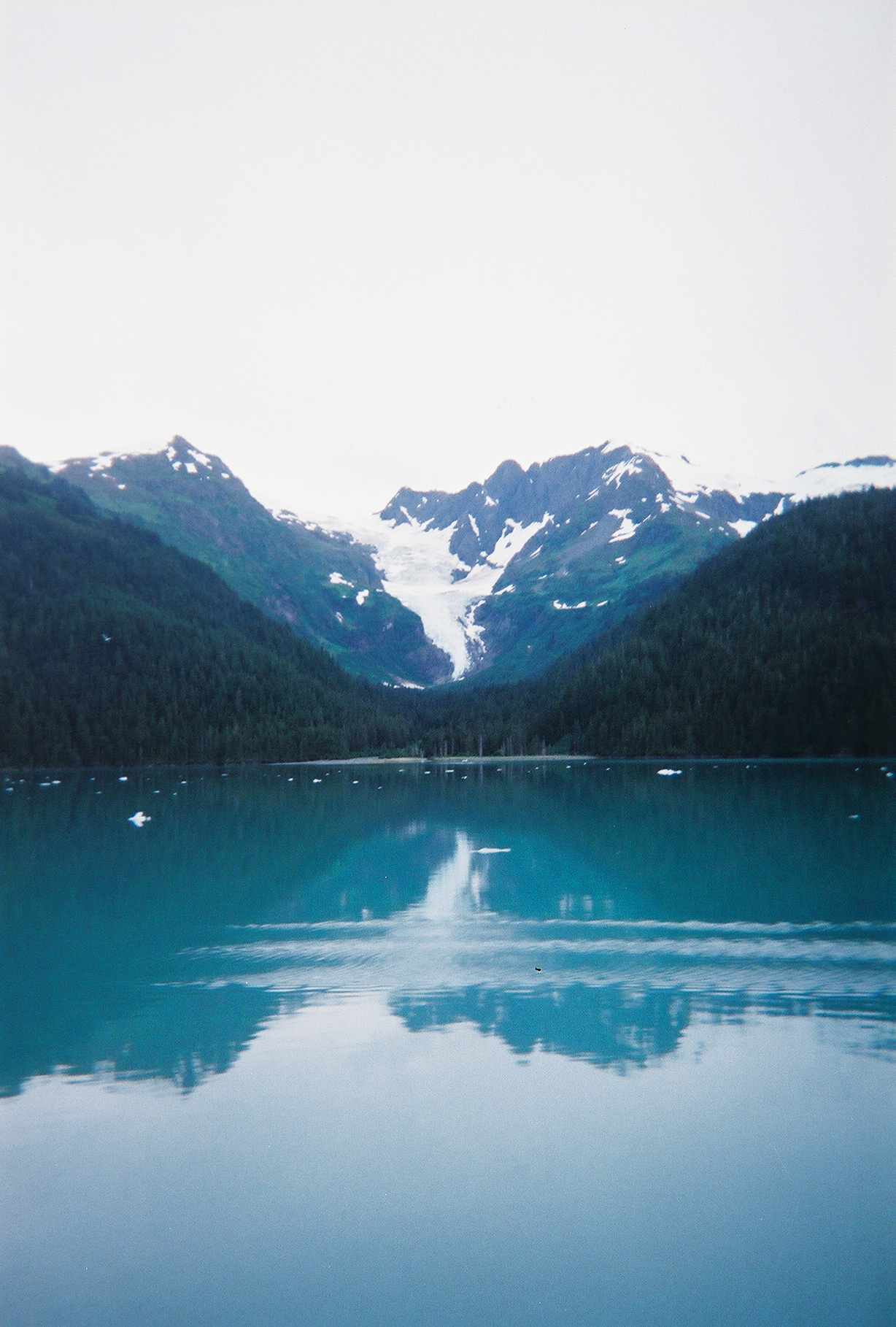
コロンビア氷河近くのプリンス・ウィリアム湾

プリンス・ウィリアム湾（Prince William Sound）は、アメリカ合衆国アラスカ州南岸、アラスカ湾にある湾。チュガッチ山脈の南側、キナイ半島の東側に位置する。湾の北端にアラスカパイプラインの南の終着点となっている港湾都市バルディーズ（Valdez）がある。湾内には多くの小さな島が存在する。
プリンス・ウィリアム湾の周辺は、アラスカ南岸を流れる暖流の影響で穏やかな海洋性気候に属し、暖流のもたらす湿気を含んだ空気がチュガッチ山脈にぶつかり、年間2000 mmを超える降水が観測される。
5月中旬から9月中旬までは遊覧船でのクルージングが楽しめ、湾西側のフィヨルド群や東側のコロンビア大氷河を見ることができる。また、湾にはザトウクジラ、イルカ、オットセイ、アザラシ、ラッコ、シャチなど、山裾の森にはクマ、シカ、ドールシープなどが生息しており、遊覧船からそれらの姿を観察することもできる。さらに、夏季にはフィヨルドが崩れ落ちる瞬間を目撃できることもある。

## 歴史
- 1778年、ジェームズ・クックがこの湾を調査に来た際、後にイギリス国王ウィリアム4世となった当時のプリンス・ウィリアムを称えて湾を命名した。
- 1964年、アラスカ地震による津波で沿岸のChenegaやバルディーズは大きな被害をだした。
- 1989年、オイル・タンカー「エクソン・バルディーズ号」がバルディーズを出港後Bligh Reefで座礁した。これにより油が流出し、環境に多大なダメージを与えた（エクソンバルディーズ号原油流出事故）。